# Agencia para la Calidad del Sistema Universitario de Cataluña
La Agencia para la Calidad del Sistema Universitario de Cataluña (en catalán: Agència per a la Qualitat del Sistema Universitari de Catalunya, acrónimo Aqu Catalunya) es una agencia pública para la evaluación, la acreditación y la certificación de la calidad en el ámbito de las universidades y de los centros de enseñanza superior de Cataluña, tanto para la enseñanza, el profesorado, los centros y los servicios. Junto a otras agencias españolas de calidad universitaria está integrada en el Agencia Nacional de Evaluación de la Calidad y Acreditación (ANECA), creada en 2002.
AQU Catalunya es miembro fundador y de pleno derecho del European Association for Quality Assurance in Higher Education (ENQA), y ha sido una de las tres primeras agencias en ser incluida en la European Quality Assurance Register for Higher Education (EQAR). Es miembro de la red International Network for Quality Assurance Agencies in Higher Education (INQAAHE), de la que ejerce el Secretariado desde 2013, de la Red Española de Agencias de Calidad Universitarias (REACU) y de la European Consortium for Accreditation in higher education (ECA). Ha sido la primera agencia de calidad europea certificada con la norma ISO.
AQU Catalunya tiene su origen en el Consorcio para la Calidad del Sistema Universitario en Cataluña, constituida el 29 de octubre de 1996. Su creación coincidió con la creación de las primeras agencias de calidad universitaria de Europea. Con la aprobación de la Ley de Universidades de Cataluña de 2003, el consorcio se transformó en la actual Agencia. En 2016 el gobierno de Cataluña aprobó una nueva regulación de la agencia para favorecer la innovación en la docencia y la investigación.